# Obtusifrontia simplex
Obtusifrontia simplex är en loppart som beskrevs av Holland 1969. Obtusifrontia simplex ingår i släktet Obtusifrontia och familjen Stivaliidae. Inga underarter finns listade i Catalogue of Life.